# Г'юетт Ватсон
Г'юетт Ватсон (англ. Hewett Watson, 1804—1881) — ботанік, френолог та теоретик еволюції. Народився у Фірбеку, поблизу Ротергему, Йоркшир, помер у Темз-Діттон, Суррей.

## Біографія
Ватсон був старшим сином Голланда Ватсона, мирового судді та мера Конглтона в Чеширі, та Гаррієт Пауелл. Мати померла, коли Г'юетту Ватсону було п'ятнадцять. У нього було сім старших сестер та двоє молодших братів, і його юні роки були затьмарені жахливими стосунками з батьком, реакційним консерватором, характер якого сам Ватсон детально описав пізніше.  відвідував Dinnington High School, згодом школу для жінок, до підліткового віку. У підлітковому віці Ватсон отримав серйозну травму коліна під час матчу з крикету і вже більше не відновив повноцінного руху в суглобі. Мати Ватсона намагалася відвернути його від складних сімейних відносин, відправивши його працювати до садівника, і саме після її смерті почалася його одержимість ботанікою. Навчаючись на юриста у [[[Королівські ботанічні сади в К'ю]]|Ліверпулі], Ватсон зацікавився френологією та вирішив вивчати медицину та природничу історію в Едінбурзькому університеті (з 1828 по 1832 рік). Його було обрано старшим президентом Королівського медичного товариства, коли він був студентом, але покинув університет, не отримавши диплому через погіршення здоров’я. В Единбурзі він подружився з ботаніком Робертом Гремом, який заохочував його інтерес до біогеографії, а також із френологом Джорджем Комбом. У 1829 Ватсон приєднався до Единбурзького френологічного товариства. Невдовзі після цього Ватсон успадкував маєток у Дербіширі. У 1833 році він переїхав до Темз-Діттон. У 1842 році він відвідав Азорські острови, провівши три місяці, збираючи ботанічні зразки з чотирьох великих островів, одночасно працюючи за власний рахунок ботаніком на «Стіксі» під командуванням Александера Відаля.
З 1837 по 1840 рік Ватсон редагував Phrenological Journal, з 1844 по 1874 рік London Catalogue of British Plants разом із Джорджем Едгаром Деннесом.
Ватсон був відомий своїм високим інтелеком та важким і сварливим характером. Він вів ізольований і обмежений спосіб життя, ніколи не одружувався і лише один раз виїхав за межі Британії. Він безуспішно подавав заявку – або відкликав свої заявки – на старші наукові посади в Лондоні та Дубліні, у Королівські ботанічні сади в К'ю, проте він був загальновизнаним авторитетом у галузі ботанічної науки та щодо поширення ботанічних видів на Британських островах. Незважаючи на свою соціальну ізоляцію, Ватсон продемонстрував надзвичайними науковими знаннями того часу, включаючи важливість статистичних методів у наукових дослідженнях, асиметричну латералізацію функцій мозку та трансмутацію видів (еволюційна теорія). У 1836 році він опублікував статтю у Phrenological Journal під назвою «Що таке використання подвійного мозку?», в якій він висловлював припущення про диференційований розвиток двох людських півкуль головного мозку. Це було за вісім років до того, як Артур Ледброк Віган опублікував свою впливову працю The Duality of Mind (1844). Ватсон був відомим серед френологів тим, що явно заперечував френологію в подальшому житті.
У наступні роки Ватсон перебував під сильним впливом ідей еволюційного френолога Роберта Чемберса, збирав докази на користь та захищав концепцію трансмутації видів. Він листувався з Чарлзом Дарвіном, який жив у Дауні, приблизно в 30 милях від Темзи-Діттона, і Дарвін значною мірою спирався на унікальну оцінку Ватсона розподілу британських видів рослин. У 1856 році Ватсон фактично відхилив особисте запрошення обговорити еволюційну теорію з Чарлзом Дарвіном та Джозефом Гукером, оскільки він був надто зайнятий і не хотів подорожувати. Тим не менш, у «Походження видів» Чарлз Дарвін щедро відзначив Ватсона як життєво важливе джерело наукової інформації та, у свою чергу, Ватсон був одним із перших, хто написав Дарвіну – 21 листопада 1859 року – вітаючи його з надзвичайним досягненням.

## Вшанування пам'яті
Система Watsonian vice-counties, яку використовують ботаніки донині, є одним із його незмінних внесків у ботанічну науку.
На його честь названо:
- Eleocharis watsonii Bab. (Eleocharis uniglumis Schultes).

- Рід рослин Hewittia Wight & Arn. (1837) (Convolvulaceae).

- Журнал Watsonia[7][8].

Рукописи Ватсона зберігаються у Музеї природознавства у Лондоні, а також у Королівських ботанічних садах в К'ю.

## Окремі публікації
- 1832: Outlines of Distribution of British Plants
- 1835–1837: New Botany Guide
- 1847–1859: Cybele Britannica 4 vols.
- 1860, 1872: Supplements to the Cybele Britannica. 2 parts
- 1870: A Compendium of the Cybele Britannica
- 1870: Розділ з ботаніки в книзі Фредеріка дю Кейна Годмана Natural History of the Azores
- 1873–1874 Topographical Botany 2 томи. Т.1. Ranunculaceae-Coniferae. Т.2. Orchidaceae-Equisetaceae; Бібліогр.: 571–575. 2-е вид. 1883 року містить мемуари Джона Г. Бейкера про Ватсона; два додатки видані у 1905 та  1929 роках.